# Blackfoot (cabdill)
Blackfoot (Montana, 1795-1877) fou el cap principal dels indis crows a la dècada del 1850. Fou el delegat crow en el Tractat de Fort Laramie (1868). Considerat un gran orador, sempre fou aliat dels Estats Units d'Amèrica contra els Oglala Sioux i protegí els colons blancs al territori.
Blackfoot ('Peu Negre') és el nom que li posaren els blancs. El seu nom original en crow es podia traduir per 'Seu al mig de la terra'.